# ويليام ر. فيريس
ويليام ر. فيريس (بالإنجليزية: William R. Ferris) هو عالم موسيقى أمريكي، ولد في 5 فبراير 1942 في فيكسبيرغ في الولايات المتحدة.

## وصلات خارجية
- ويليام ر. فيريس على موقع IMDb (الإنجليزية)
- ويليام ر. فيريس على موقع ميوزك برينز (الإنجليزية)
- ويليام ر. فيريس على موقع ديسكوغز (الإنجليزية)